# Etsis suscepti
A Bula Etsis suscepti foi uma bula papal emitida pelo Papa Eugénio IV em 1442.
Concedeu indulgência plenária a todos os que defenderam Ceuta ou participaram nas expedições portuguesas contra os sarracenos no Norte de África.
Confirmava as doações dos reis D. Duarte e D. Afonso V, ao Infante D. Henrique e à Ordem de Cristo, da jurisdição espiritual, permitindo ao Infante conservar o poder temporal em seu ducado de Viseu.
Conforma ainda a missão expansionista da Coroa portuguesa, com direito de reter, administrar e legar terras e ilhas do chamado "mar Oceano" (o Atlântico). O reconhecimento pela Santa Sé é acompanhado pelo dever de propiciar o povoamento e a exploração das ilhas da Madeira, Açores e Cabo Verde, que, posteriormente, viriam a constituir-se nos modelos para a colonização do Brasil.